# واشنطن ولي
جامعة واشنطن ولي جامعة خاصة لتعليم الفنون الليبرالية في مدينة ليكسينغتون. والمدينة توجد في الوادي الكبير في ولاية فرجينيا بين «بلو ريدج» وجبال ألغني. وعدد سكان المدينة حوالي سبعة آلاف ومعظم الناس الذين يسكنون في المدينة هم طلاب في جامعة واشنطن ولي أو معهد العسكري في فرجينيا. وتأسست الجامعة في عام 1749 وهي تاسع أقدم معهد للتعليم العالي في الولايات المتحدة. وتتكون الجامعة من قسمين للبكالوريوس هي الكلية وكلية «وليامز» للتجارة والاقتصاد والسياسة وتتكون أيضا من كلية الحقوق. والكلية للبكالوريوس فيها 37 تخصص و29 قاصر. ورئيس الجامعة الحالي هو «وليام ددلي».

## التاريخ
تأسست جامعة واشنطن ولي في عام 1749 وعندما تأسست الجامعة كان اسم الجامعة أكاديمية «أوغوستا». وبعد عدة سنوات تغير الاسم إلى أكاديمية «ليبرتي هال». في عام 1796 الجامعة كانت قريبة من الفشل فلذلك «جورج واشنطن» أعطى عشرين ألف دولار إليها في شكل المساعدة. وهذا الوقف السخي ساعد الجامعة أن تبقى ثم تغير اسم الجامعة إلى كلية «واشنطن». ومن عام 1865 إلى 1870 جينيرال «روبرت إي لي» كان رئيس الجامعة وغيرت قيادته الرئيسية الجامعة. ولذلك اسم الجامعة فيها اسم جينيرال «لي». و«لي» دفن في «لي تشيبل» الذي يوجد أمام ال-«كولوناد». و«لي تشيبل» وال-«كولوناد» هي من المعالم التاريخية الوطنية في الولايات المتحدة.
وفي سنواتها الأولى الجامعة كانت جامعة للرجال فقط. وفي عام 1972 سجلت الجامعة المرأة الأولى في كلية الحقوق وفي عام 1985 سجلت الجامعة المرأة الأولى في الكلية للبكالوريوس.

## تنظيم الجامعة
الجامعة تتكون من ثلاثة أجزاء أكاديمية وهي الكلية وكلية «وليامز» للتجارة والاقتصاد والسياسة وكلية الحقوق.
كل الطلاب الذين يريدون أن يبدوا دراساتهم الجامعية يلتحقون بالكلية. وتقريبا قل الطلاب يقضون 4 سنوات في الجامعة. والجامعة خصوصا متخصص في تعليم الفنون الليبرالية فلذلك من اللازم لكل الطلاب دراسة مواضيع من الفنون الليبرالية بالإضافة إلى صفوف لتخصصات. ومنها الفنون والأدب والعلوم الإنسانية والعلوم الاجتماعية واللغات الخارجية. ومن الأقسام الملحوظة في الكلية قسم البيولوجيا وقسم الكيمياء وقسم الفيزياء والهندسة وقسم الرياضيات وقسم الصحافة وقسم الفلسفة وأقسام أخرى.
وعلى حسب موقع واشنطن ولي هناك 1854 طالب في الكلية وخمسة وثمانين في المئة منهم من أعلى عشرة في المئة في مدرستهم الثانوية. وفقط أربعة وعشرين في المئة من الطلاب الذين قدموا طلب للقبول في الجامعة حصلوا عليها. في عام 2020 جامعة واشنطن ولي قبلت 1204 طالب في الكلية للبكالوريوس من 5099 طالب وفقط 465 منهم التحقوا بها.
والكلية فيها 21 أقسام ويحصل الطلاب الذين يدرسون في الكلية إما على درجة بكالوريوس في الفنون أو الأدب (يعني «بي أي») أو على درجة بكالوريوس في العلوم (يعني «بي أيس») في 37 تخصص (و29 قاصر). هناك أكثر من 140 عضو هيئة التدريس ممتاز في الكلية. في السنة الأولى في دراساتهم يأخذ معظم الطلاب صفوفا في الفنون الليبرالية قبل أن يأخذوا صفوفا لتخصصهم في السنوات الأخرى.
تأسست كلية «وليامز» للتجارة والاقتصاد والسياسة في عام 1905 وتقدم تعليم التجارة جيد. وفيها هناك أقسام المحاسبة وإدارة الأعمال والاقتصاد والسياسة ويدرس 50 عضو هيئة التدريس صفوفا في الكلية. والتخصصات في الكلية من أشهر تخصصات في الجامعة وكثير من الطلاب في الجامعة عندهم تخصص من كلية «وليامز».
تأسست كلية الحقوق في عام 1849 وكانت اسمها كلية الحقوق في ليكسينغتون. وفي عام 1866 «روبرت إي لي» أخذ الكلية وأدمجها في كلية واشنطن (الآن جامعة واشنطن ولي). وعلى حسب موقع واشنطن ولي هناك 329 طالب في كلية الحقوق. وهذه الكلية من أصغر وأحسن كليات للحقوق في الولايات المتحدة.

## حياة الطلاب
حياة طلاب الجامعة تتكون من ثلاثة أجزاء كبيرة وهي الحياة السكنية والشرف الشخصي والحياة الاجتماعية عند الاخوان اليونانيين.

### الحياة السكنية
من اللازم لكل الطلاب في السنة الأولى أن يسكنوا في السكن الجامعي. وهذا السكن الجامعي يتكون من بنايتين «غينز» و«غراهم ليس» والغرف في البنايات هي إما لطالب واحد أو طالبين فقط. وهناك سكن خاص للطلاب الذين يكونون في السنة الثالثة اسمه السكن للسنة الثالثة (أو القرية). وهذا السكن يتكون من عدة شقق وبيوت. وانتهى اعمل بناء السكن في عام 2016. بالإضافة إلى ذلك هناك شقق «وودز كريك» للطلاب في السنة الثانية والثالثة. ويقرر كثير من الطلاب في السنة الرابعة أن يسكنوا في بيوت أو شقق غير جامعي.
وحسب موقع الجامعة تجربة السكن للطلاب تستند على الثقة والاحترام والكياسة. وفي السكن هناك فرص القيادة للطلاب الذين يريدون أن يحصلوا على تجربة قيادة.

### الشرف الشخصي
من أكبر أجزاء في جامعة واشنطن ولي الشرف الشخصي الذي يوجد في الجامعة منذ حوالي عام 1860 عندما كان «روبرت إي لي» رئيس الجامعة. «لي» كان عنده قاعدة واحدة وهي «من اللازم لكل طالب في كلية واشنطن أن يكون انسان محترم» وفكرته شكلت الشرف الشخصي. وفكرة الشرف الشخصي المركزية أن ممنوع لكل طالب الكذب والغش والسرقة. وهذا يعني أن من الممكن للطلاب أن يأخذوا امتحاناتا بلا مشرف امتحانات في غرف الصفوف أو في البيت أو مكان أخرى وأن هناك الكثير من الحرية للطلاب وأن من الممكن للطلاب أن يتركوا أشياءهم في أماكن بلا الخوف. وتشرف اللجنة التنفيذية على الشرف الشخصي وتتكون اللجنة من طلاب فقط. وإذا أحد كذب أو غش أو سرق شيئا فالجامعة سوف تفصله. ومن واجبات اللجنة التنفيذية أيضا تخصيص ميزانية للتنظيمات الطالبية.

### الحياة الاجتماعية عند الاخوان اليونانيين
معظم الطلاب الذين يدرسون في جامعة واشنطن ولي يقررون أن يلتحقوا الحياة الاجتماعية عند الاخوان اليونانيين. وحسب موقع واشنطن ولي حوالي سبعة وسبعين في المئة من الطلاب أعضاء التنظيمات اليونانية. وعموما يلتحق الطلاب الذين يكونون في السنة الأولى الأخويات والجمعيات النسائية ولكن من الممكن للطلاب في السنوات أخرى أن يلتحقوا الحياة الاجتماعية عند الاخوان اليونانيين. وهناك ثلاثة عشر أخوة وثمانية جمعيات نسائية في الجامعة. وحسب الجامعة توجد الحياة الاجتماعية عند الاخوان اليونانيين لتنمية الطلاب الشخصية والمهنية.

## الخريجين المشهورين
خرج من جامعة واشنطن ولي كثير من الشخصيات المشهورة. ومنهم أغضاء مجلس الشيوخ الأمريكي وحكام الولايات والصحفيين ورجال أعمال والرياضيين. وأبرز من هؤلاء الخريجين عضو مجلس الشيوخ «جون وارنر» (1949) وكاتب «توم وولف» (1951) وصحفي «روجر مود» (1950). وبالإضافة إلى ذلك خرج قاضيين من المحكمة العالية في الولايات المتحدة من كلية الحقوق في الجامعة. ومنهم «لويس فرانكلن بأول، صغير» (1931) و«جوزيف روكر لامار» (1878).

## وصلات خارجية
- موقع جامعة واشنطن ولي
- موقع كلية وليامز في جامعة واشنطن ولي
- موقع كلية الحقوق في جامعة واشنطن ولي
- واشنطن ولي
- موقع جامعة واشنطن ولي: الشرف الشخصي
- موقع جامعة واشنطن ولي: الحياة الاجتماعية عند الاخوان اليونانيين
- موقع جامعة واشنطن ولي: أسئلة عن الحياة الاجتماعية
- موقع جامعة واشنطن ولي: الخريجين المشهورين من كلية الحقوق
- فوربز: جامعة واشنطن ولي